# Romerske ravvej
Den Romerske ravvej  handelsrute fra Nordeuropa til Rom, som folk rejste af med deres varer, helt tilbage fra bronzealderen.
"Guldet fra nord" var meget populært blandt romerske købmænd, og rav fra Østersøen er fundet i romerske grave, ligesom der er fundet romerske genstande af guld, sølv og fine klæder i gamle nordiske bosættelser. Der blev skabt adskillige ravruter fra kerneområdet i Nordeuropa, og de mest berømte gik gennem det nuværende Polen og sydpå ind i stadig mere koloniserede områder af Romerriget.
Østersø-kystens rigdom på rav, som blev brugt til smykker og andre ornamenter, førte tidligt til handel mellem Baltikum og Middelhavsområdet. Rav er fundet i oldgræske grave, dateret til omkring 1600 f.Kr. som har vist sig at stamme fra Østersøkysten. I Romerrigets tid opstod den såkaldte "Ravvej" som en travl handelsrute mellem Norditalien og Østersøen.